# 同盟規約

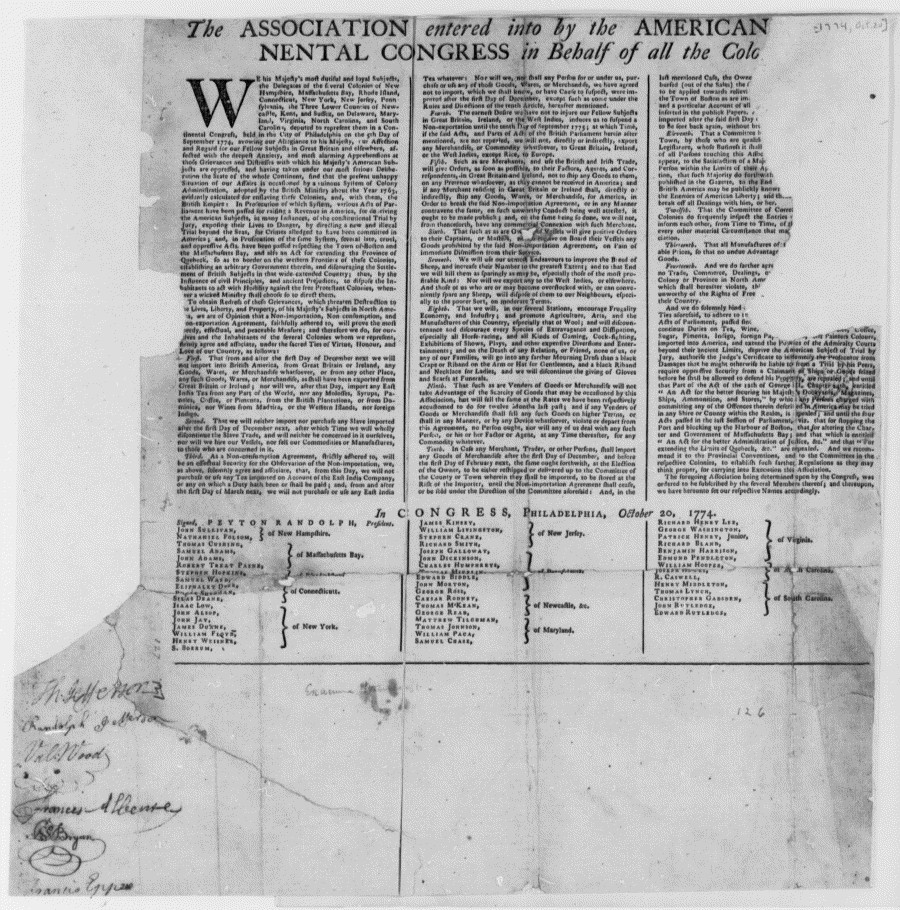
大陸会議で採択された規約。印刷され各地の指導者によって署名されることが多かった。トーマス・ジェファーソンはまだ代議員になっていなかったが、他のバージニア人とともに写しに署名した（左下）

同盟規約（どうめいきやく、英: Continental Associationまたは単に英: Association、直訳すれば大陸同盟となる）は、1774年に植民地アメリカの第一次大陸会議で創出されたしくみであり、イギリスとの貿易ボイコットを実行するものだった。大陸会議は経済制裁を課すことでイギリスが植民地の不満を軽減するよう圧力を受け、特にイギリスの議会で成立した耐え難き諸法を撤廃してくれることを期待した。この規約は忠誠心を分断することなく植民地に向けたイギリスの政策を変えさせることを目指した。
ボイコットは1774年12月1日に有効になった。この規約はボイコットが続いている間はかなりの成功だった。イギリスとの貿易は急速に減少し、イギリスは1775年のニューイングランド規正法で応じた。アメリカ独立戦争の勃発がイギリス商品のボイコットの試みに事実上取って代わることになった。

## 背景
イギリスの議会が1774年に耐え難き諸法を成立させ、イギリス領アメリカ植民地の管理を改善し、一部はボストン茶会事件に関してマサチューセッツ湾植民地への懲罰を試みた。アメリカ植民地人の多くは耐え難き諸法をイギリス憲法に違背するものと見なし、マサチューセッツばかりではなくイギリス領アメリカ全体の自由に対する脅しだと考えた。1760年代の特に1765年の印紙法危機に有効になしたように、植民地人は違憲の法制と見なすものへの抗議として経済的ボイコットに顔を向けた。「ボイコット」という言葉は当時まだ使われてはおらず、植民地人は「非輸入」、「非輸出」あるいは「非消費」という具体的活動を表す言葉で経済的抗議を表現した。
1774年5月13日、サミュエル・アダムズが議長を務めたボストン・タウンミーティングは耐えがたき諸法の1つであるボストン港法への対処として経済的ボイコットを要求する決議案を通した。この決議は次のようなものだった。
伝令として仕えることの多かったポール・リビアがボストン決議をニューヨークとフィラデルフィアに運んだ。アダムズもそれによって接触できる様々な植民地の権利を提唱する通信委員会を通じてボイコットを促した。第一次大陸会議は1774年9月5日にフィラデルフィアのカーペンターズ・ホールで招集され、耐えがたき諸法に対する対応への協調を図った。この会議には12の植民地が代表を送った。
10月20日、大陸会議は以前のバージニア規約に基づき同盟規約を創出した。この規約は植民地の協業を高めることを意味した。当時優勢だった表立った革命を避ける願望の印として、規約は特に国王への忠誠を述べるところから始まり、直接国王に対してよりも議会やそれ以下の役人に対して「植民地管理の破滅的な仕組み」についての非難で続けた。この規約はこの仕組みが「明らかに植民地の者達を奴隷化する計算があり、それと共にイギリス帝国を強化するものだと主張していた。

## 規定の内容
同盟規約の条項はイギリスの紅茶を即座に禁止し、イギリス、アイルランドおよびイギリス領西インド諸島からの奴隷貿易を含み「いかなる」製品も輸入と消費を禁じるものであり、1774年12月1日から有効とした。アメリカ植民地からイギリス、アイルランドおよびイギリス領西インド諸島へのいかなる製品の輸出も禁じると脅し、1775年9月10日までに問題としている諸法が撤廃されなければ有効になるものとした。この規約では、輸出禁止は、「イギリス、アイルランドおよびイギリス領西インド諸島にいる中者臣民を苦しめたくないという切なる願望」のために上述の日まで実行しないと述べていた。これはアメリカの商品を輸出したいという必要性と要求を認識したものであり、輸出禁止はアメリカ商人に直接経済問題を投げかけることを避けるために引き伸ばされる可能性があった。アメリカ植民地人は全てこれらの規制を守るよう海外の代理人に指示することになり、あらゆる船主も同様にした。
この規約は植民地人が物資の欠乏に耐えるという政策を推し進めた。商人達は価格吊り上げを規制された。地方の事業を強力に武装させることで規約を守ることを監視できるよう地方の検査委員会が設立された。規約の条項を侵犯したと見なされた個人は文書で非難され、「アメリカの自由の敵として」村八分にされることとされた。植民地はこれら禁止条項に違背した他の植民地との貿易や取引も止めることとされた。
植民地はまた「倹約、経済および産業を奨励し、この国の農業、加工業および製造業、とくに羊毛製造業を促進すると誓約した。さらにあらゆる種類の浪費と消費、例えば賭け事、舞台劇などうわついた娯楽に賛同せず阻止することとされた。具体的な指示としては適切に質素な葬儀を行うことにまで及び、いかなる者も「紳士の場合腕または帽子に黒のクレープまたはリボンを付けること以外、夫人の場合黒のリボンとネックレス以外喪服を飾らないこと、また葬儀で手袋やスカーフを渡すのを止めること」まで誓約した。

## 署名者
以下は大陸会議で規定に署名した代表である。各植民地で署名した者も多くいた。
| 大陸会議議長 1. ペイトン・ランドルフ ニューハンプシャー植民地 2. ジョン・サリバン 3. ナサニエル・フォルソム マサチューセッツ湾直轄植民地 4. トマス・クッシング 5. サミュエル・アダムズ 6. ジョン・アダムズ 7. ロバート・トリート・ペイン ロードアイランド植民地 8. スティーブン・ホプキンス 9. サミュエル・ウォード コネチカット植民地 10. エリファレット・ダイアー 11. ロジャー・シャーマン 12. サイラス・ディーン ニューヨーク植民地 13. アイザック・ロー 14. ジョン・アルソップ 15. ジョン・ジェイ 16. ジェイムズ・デュアン 17. フィリップ・リビングストン 18. ウィリアム・フロイド 19. ヘンリー・ウィズナー 20. サイモン・ベーラム | ニュージャージー植民地 21. ジェイムズ・キンゼイ 22. ウィリアム・リビングストン 23. スティーヴン・クレイン 24. リチャード・スミス 25. ジョン・デ・ハート ペンシルベニア植民地 26. ジョセフ・ギャロウェイ 27. ジョン・ディキンソン 28. チャールズ・ハンフリーズ 29. トマス・ミフリン 30. エドワード・ビドル 31. ジョン・モートン 32. ジョージ・ロス デラウェア植民地 33. シーザー・ロドニー 34. トマス・マッキーン 35. ジョージ・リード メリーランド植民地 36. マシュー・ティルマン 37. トマス・ジョンソン 38. ウィリアム・パカ 39. サミュエル・チェイス | バージニア植民地 40. リチャード・ヘンリー・リー 41. ジョージ・ワシントン 42. パトリック・ヘンリー 43. リチャード・ブランド 44. ベンジャミン・ハリソン 45. エドモンド・ペンドルトン ノースカロライナ植民地 46. ウィリアム・フーパー 47. ジョセフ・ヒューズ 48. リチャード・キャズウェル サウスカロライナ植民地 49. ヘンリー・ミドルトン 50. トマス・リンチ 51. クリストファー・ガズデン 52. ジョン・ラトリッジ 53. エドワード・ラトリッジ |

## 効果
同盟規約は1774年12月1日から効力を発した。禁止事項は執行されてから暫くは成功した。しかし、イギリスは植民地の者が北大西洋漁場に接近するのを妨害して報復した。
植民地のうち1つだけが地元の強制委員会を設立できなかった。他の植民地では規制が律儀に実行され、ある場合には暴力を使って行われた。イギリスとの貿易は急速に減少した。イギリスの議会はニューイングランド規正法を成立させて応じ、北東部植民地がイギリスとイギリス領西インド諸島以外のどの国とも貿易することを禁じ、北大西洋漁場から植民地の漁船を締め出した。これら懲罰的手段は後に他の植民地の大半にも拡大された。
1775年4月に植民地人とイギリス兵との間に公然と戦闘が開始されたことで、間接的にイギリスの政策を変えさせるいかなる試みも無意味になった。この点で、規約は考えていたやり方で事態を決することが出来ず、イギリスはアメリカの要求に屈しなかったが、その引き締めを強めようとして、紛争は戦争に発展した。しかし、規約が真に長期的に成功したことは植民地がまとまって行動する方向を与えたことであり、その共通の利益を表明したことだった。同盟規約による一体という認識、および植民地とその人々はイギリスによって侵害されている権利を持っているという確固とした立場は1776年のアメリカ独立宣言の直接の先駆けとなった。独立宣言は対照的に国王の権威を否定し、他の如何なる解決法も植民地の主張する権利を守れないことを明らかにした。

## 遺産
1861年、エイブラハム・リンカーンは最初の大統領就任演説で、アメリカ合衆国の起源を同盟規約に遡って次のように述べた。